# جيم سكوت
جيم سكوت (بالإنجليزية: Jim Scott)‏ (21 أغسطس 1940 في المملكة المتحدة - ) هو لاعب كرة قدم بريطاني في مركز جناح ‏. شارك مع منتخب اسكتلندا لكرة القدم. أما مع النوادي، فقد لعب مع كريستال بالاس ونادي فالكيرك ونادي هيبرنيان ونيوكاسل يونايتد وهاميلتون أكاديميكال وتورونتو سيتي.

## مسيرته الكروية
لعب جيم سكوت خلال مسيرته الاحترافية مع 5 أندية في تسعة عشر موسمًا وسجل خلالها 67 هدفًا ضمن 352 مباراة. ولم يفز بأي موسم بالكأس أو بالدوري.
خاض جيم سكوت مسيرته مع نادي هيبرنيان في موسم 1958–59 ليلعب معه عشرة مواسم، مشاركًا في 193 مباراة سجل خلالها 47 هدفًا. ثم انتقل إلى نادي نيوكاسل يونايتد في موسم 1967–68 واستمر معه طيلة ثلاثة مواسم، حيث شارك في 70 مباراة سجل خلالها 6 أهداف. لينتقل بعدها إلى نادي كريستال بالاس في موسم 1969–70 واستمر معه طيلة ثلاثة مواسم، مشاركًا في 41 مباراة سجل خلالها 5 أهداف. ثم انتقل إلى نادي فالكيرك في موسم 1971–72 ولمدة موسمين، مشاركًا في 26 مباراة سجل خلالها 7 أهداف. هذا وانتقل لاحقًا إلى نادي هاميلتون أكاديميكال في موسم 1973–74 لمدة موسم واحد، مشاركًا في 22 مباراة سجل خلالها هدفين.

## وصلات خارجية
- جيم سكوت على موقع الاتحاد الإسكتلندي (الإنجليزية)
- جيم سكوت على موقع قاعدة بيانات كرة القدم.إي يو (الإنجليزية)
- جيم سكوت على موقع ناشيونال فوتبول تيمز (الإنجليزية)